# Coursing

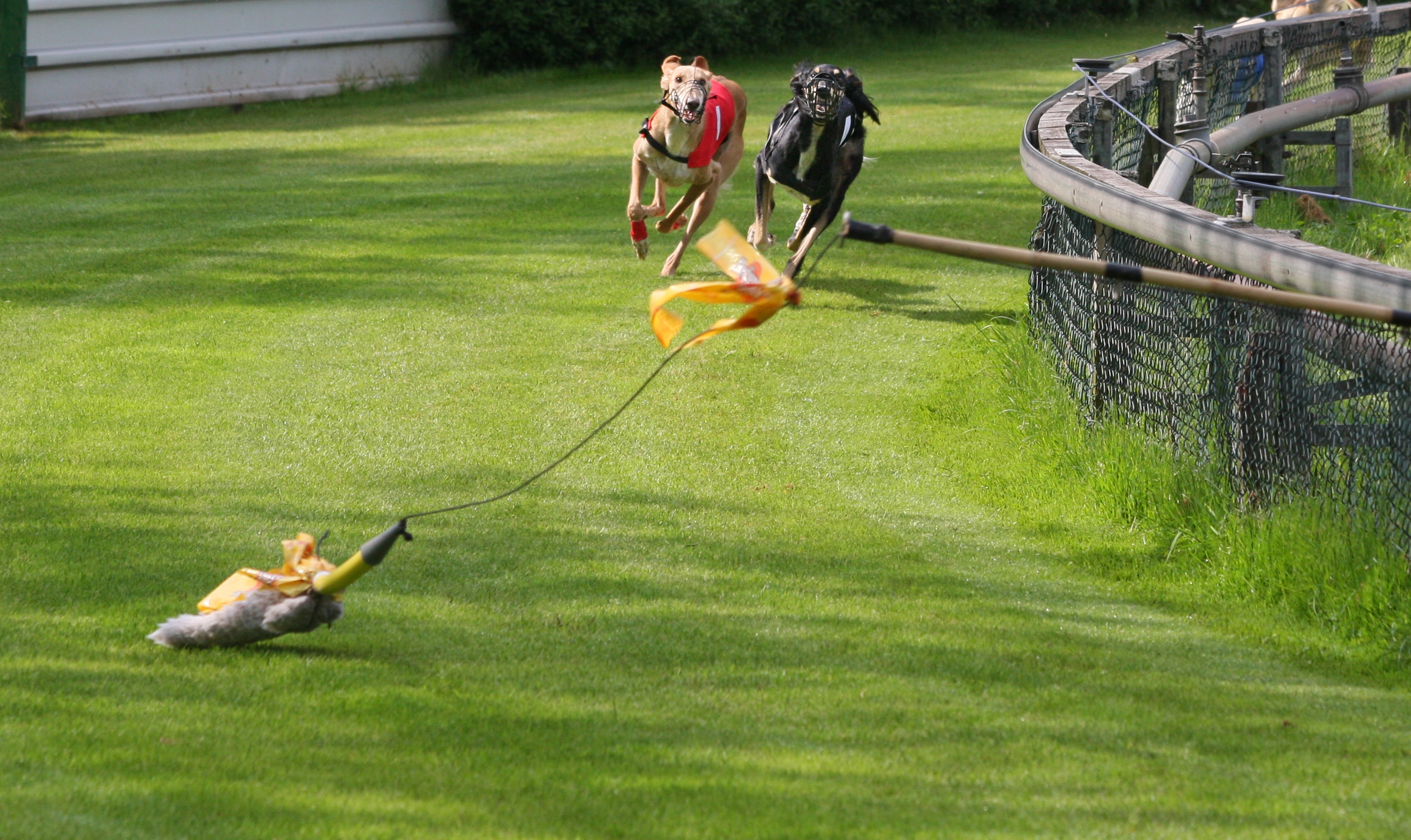
Wyścig greyhoundów z użyciem atrapy ofiary

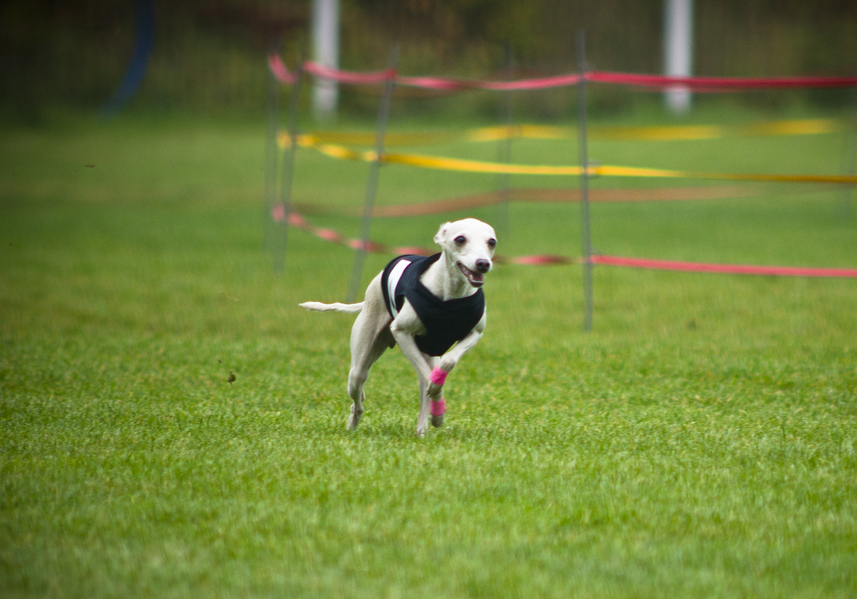
Charcik włoski podczas wyścigu torowego

Coursing – wyścigi psów, gdzie zwierzęta gonią atrapę ofiary, która ciągnięta jest po ziemi na naturalnym terenie. W odróżnieniu od klasycznych wyścigów chartów na owalnym torze, w zawodach coursingu mogą brać udział rodowodowe psy wszystkich ras.